# جولی کرون
جولی کرون (انگلیسی: Julie Krone؛ زادهٔ ۲۴ ژوئیهٔ ۱۹۶۳) یک چابک‌سوار بازنشسته، سخنران انگیزشی و مشاور امور اسب‌ها اهل ایالات متحده آمریکا است.
او نخستین (و تا کنون، تنها) زن سوارکار حرفه‌ای است که سه جام عمدهٔ سوارکاری حرفه‌ای را فتح نموده‌است. وی نخستین زنی است که نامش در سال ۲۰۰۰ در «تالار مشاهیر و موزهٔ ملی سوارکاری» ثبت شد. نام وی همچنین در «تالار ملی مشاهیر زنان» و «تارار مشاهیر دختران گاوچران» ثبت شده‌است.
وی همچنین برندهٔ جوایزی همچون تالار مشاهیر زن میشیگان شده‌است.